# Soldier Five
Soldier Five: la verdadera historia sobre la misión Bravo Two Zero es el tercer libro escrito por uno de los miembros de la patrulla Bravo Two Zero, una misión fallida del SAS durante la Guerra del Golfo. Fue publicado el 4 de octubre de 2004, después de una larga y costosa batalla legal con el Ministerio de Defensa británico.
Está publicado bajo el seudónimo de Mike Coburn, aunque el autor, neozelandés, es referido como Mark el Kiwi en los demás relatos.
Es más crítico de la estructura de órdenes que las otras historias.